# Colorado (Paraná)
Colorado ist eine brasilianische Gemeinde im Bundesstaat Paraná. Es hat 22.896 Einwohner (2022), die Colorados genannt werden. Schutzpatronin des Munizips ist Maria, Hilfe der Christen (Mariahilf).

## Etymologie
Der Ort wurde von Beginn der Kolonisierungstätigkeiten an Patrimonium Colorado genannt. Der Name wurde von der Landentwicklungsgesellschaft selbst vermutlich aufgrund des Einflusses des Staates Colorado, USA, vergeben.

## Geschichte
Die Gesellschaft Colonizadora Imobiliária Agrícola de Catanduva gründete die Stadt Colorado. Im Jahr 1948 kamen die ersten Siedler in den Ort, darunter die Familien von Antônio Roberto, der als Bauunternehmer für die Kolonisationsgesellschaft arbeitete, die Brüder José und Rodolfo Consalter, die die ersten Industrien – ein Sägewerk und eine Töpferei – gründeten, und Hideu Tonossu, Gründer des ersten Handelshauses; die anderen Siedler waren in der Landwirtschaft tätig.
Colorado erhielt den Status einer Gemeinde durch das Staatsgesetz Nr. 253 vom 26. November 1954, wobei das Gebiet von Jaguapitã getrennt wurde. Installiert wurde das Munizip am 10. Dezember 1954.

## Geografie

### Fläche und Lage
Colorado hat eine Fläche von 408 km². Es befindet sich auf dem Breitengrad 22° 50' 16" Süd und dem Längengrad 51° 58' 22" West. Es liegt auf einer Höhe von 380 Metern.

### Klima
Colorado hat tropisches Klima. Im Sommer fallen in Colorado deutlich mehr Niederschläge als im Winter, insgesamt sind es jährlich 1292 mm. Das Klima ist klassifiziert als Aw (nach Köppen-Geiger). Die Jahresdurchschnittstemperatur in Alto Paraíso liegt bei 23,0 °C. Die Temperatur liegt in Colorado im Jahresdurchschnitt bei 23,0 °C.

### Gewässer
Der linke Paranapanema-Nebenfluss Pirapó bildet die westliche Grenze des Munizips zu den Munizipien Paranacity und Paranapoema. Dessen Nebenfluss Rio Bandeirantes do Norte bildet die südliche Grenze zum Munizip Lobato.

### Straßen
Colorado ist über die PR-463 mit Nova Esperança und der Paranapanema-Brücke bei Santo Inácio verbunden. Über die PR-542 kommt man zur Paranapanema-Brücke bei Jardim Olinda.

### Nachbarmunizipien
| Paranapoema | Itaguajé und Santa Inês                     | Santo Inácio             |
| Paranacity  | Kompassrose, die auf Nachbargemeinden zeigt | Nossa Senhora das Graças |
|             | Lobato                                      | Santa Fé                 |

## Stadtverwaltung
- Prefeito: Marcos José Consalter de Mello (DEM): 2021–2024[1]

## Demografie

### Bevölkerungsentwicklung
Quelle: IBGE (2011)
| Jahr | Einwohner | Stadt  | Land   |
| 1960 | 21.702    | 2.794  | 18.908 |
| 1970 | 16.088    | 5.099  | 10.989 |
| 1980 | 17.055    | 10.313 | 6.742  |
| 1991 | 18.972    | 15.616 | 3.356  |
| 2000 | 20.957    | 18.772 | 2.185  |
| 2010 | 22.345    | 21.005 | 1.340  |
| 2022 | 22.896    | -      | -      |

Quelle: IBGE (2011) und Volkszählung 2022

### Ethnische Zusammensetzung
Ethnische Gruppen nach der statistischen Einteilung des IBGE (Stand: 1991, 2000 und 2010)
| Gruppe*     | 1991   | 2000   | 2010   |
| Weiße       | 12.513 | 15.576 | 13.275 |
| Schwarze    | 294    | 555    | 843    |
| Gelbe       | 167    | 243    | 363    |
| Braune      | 5.975  | 4.509  | 7.863  |
| Indigene    | 16     | 34     | -      |
| ohne Angabe | 7      | 39     | -      |
| Gesamt      | 18.972 | 20.956 | 22.344 |

*) Das IBGE verwendet für Volkszählungen seit 1991 ausschließlich diese fünf Gruppen. Die Gruppenzugehörigkeit wird bei der Befragung vom Einwohner selbst festgelegt. Das IBGE verzichtet bewusst auf Erläuterungen.

## Wirtschaft
Die wichtigsten landwirtschaftlichen Produkte sind Zuckerrohr, Milch und Rinder. Die vorherrschenden Wirtschaftszweige sind Chemikalien, Lebensmittel, Gerbereien und ähnliche Produkte.

## Sehenswürdigkeiten
Historische Zeugnisse sind im Stadtmuseum zu finden, das in einem alten Schulhaus aus Holz untergebracht ist. Die Sammlung besteht aus Gegenständen wie Telefonen, Schreibmaschinen, Möbeln, Lampen, Kleidung und Gegenständen im Allgemeinen, die von Pionieren gespendet wurden. Es gibt viele Fotos von den Pionieren, den Gebäuden der damaligen Zeit und dem Kino.
Die Mutterkirche von Colorado steht am zentralen Platz der Stadt, der Praça Dom Bosco. Wie Pioniere berichten, wurde sie nach denselben Plänen wie die Kirche von Catanduva gebaut. Die Pläne hatte ein Makler mitgebracht, Die einzige Änderung war der Verzicht auf einen Turm, da man keine Glocken mehr brauchte.
Colorado wurde bekannt, weil dort jedes Jahr eines der größten Rodeofestivals Brasiliens stattfindet, die Festa do Peão.